# 卡比希
13°29′52″S 60°33′15″W / 13.49778°S 60.55417°W

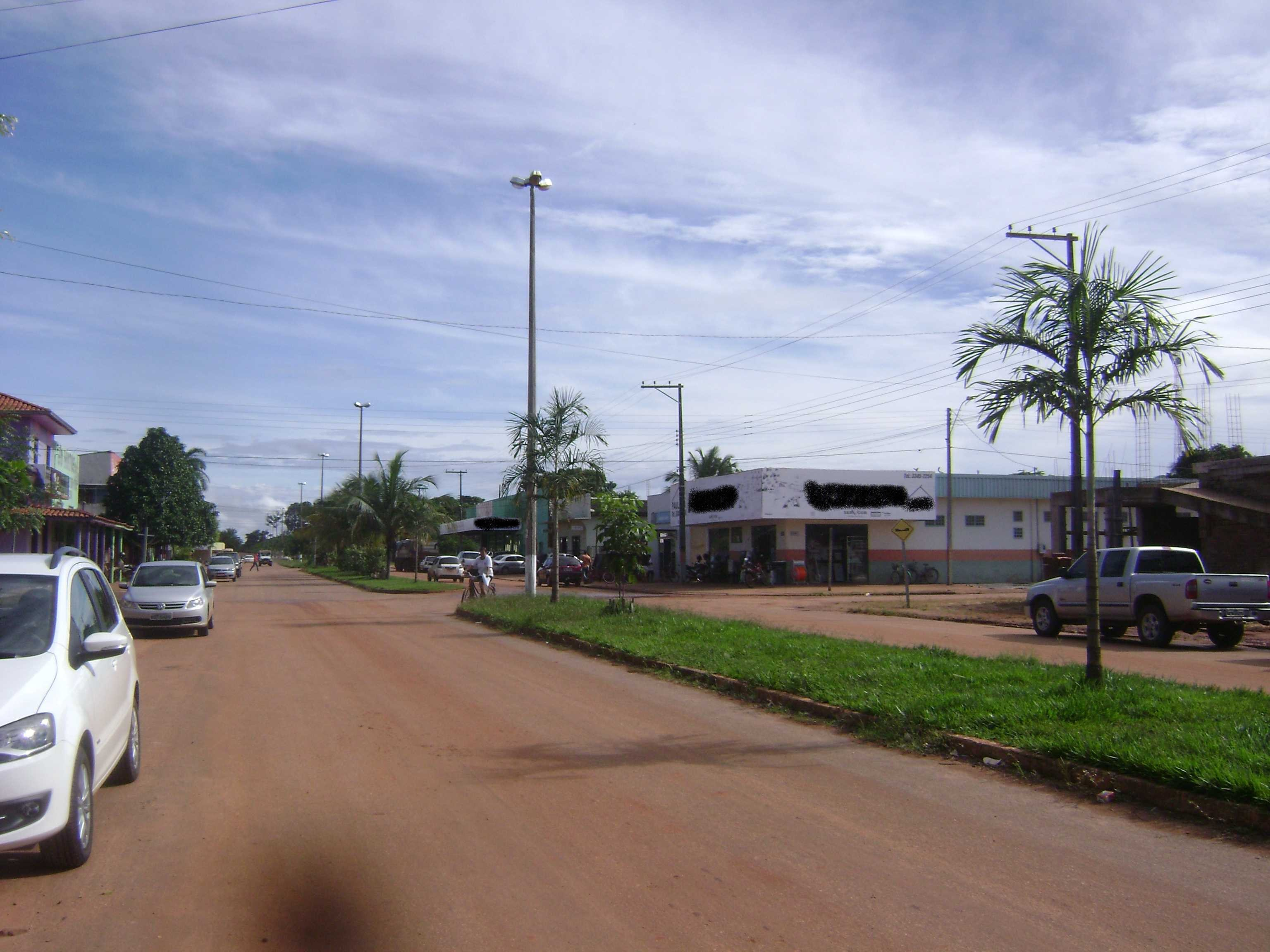
卡比希

卡比希（葡萄牙語：Cabixi），是巴西的城鎮，位於該國西北部，由朗多尼亞州負責管轄，始建於1988年7月6日，面積1,314平方公里，海拔高度230米，2010年人口6,309，人口密度每平方公里4.8人。